# Dig a Pony
Dig a Pony is een nummer van The Beatles, oorspronkelijk verschenen op het album Let It Be. Het is geschreven door John Lennon, en is zoals gebruikelijk toegeschreven aan Lennon-McCartney.

## Beschrijving
De songtekst is grotendeels een aaneenschakeling van onzinnigheden. Lennon schreef wel vaker nonsensteksten, zoals de tekst van I Am the Walrus of het amalgaam van Romaanse talen in Sun King. De oorspronkelijke werktitel van Dig a Pony was All I Want Is You. Deze zinsnede doet vermoeden dat Lennon geïnspireerd was door zijn liefde voor Yoko Ono. Lennon was niet tevreden over zijn eigen compositie en noemde dit in een interview met Playboy in 1980 "another piece of garbage" ("wederom een stuk afval").

## Opname
Opnames van het nummer vonden plaats in januari 1969 in, en op het gebouw van de Apple Studios in Savile Row, Londen. De versie die op het album terechtkwam werd opgenomen op 30 januari tijdens het beroemde laatste concert van The Beatles, het zogenoemde Rooftop Concert op het dak van het gebouw. Aangezien Ringo Starr nog een sigaret in zijn hand had, riep hij "hold it!" tegen zijn mede-bandleden, die het nummer meteen stopten nadat de eerste noot reeds gespeeld werd. Iemand reinigt vlak na de valse start nog zijn neus, John Lennon volgens auteur Mark Lewisohn. Merkwaardig genoeg is de valse start toegevoegd aan de albumversie (maar niet behouden in de latere uitgave Let It Be... Naked). The Beatles en de ploeg achter de band besloten wel vaker om toevalligheden op opnames te behouden. De gitaarintro van de single I Feel Fine uit 1964, bijvoorbeeld, bestaat uit een toevallige feedback-noot van Lennons gitaar, en de wekker die te horen valt in het midden van A Day in the Life was oorspronkelijk een technisch hulpmiddel.
Ook op het verzamelalbum Anthology 3 is Dig a Pony opgenomen. Deze versie is de opname van 22 januari in de Apple Studios.

## Muzikanten
Bezetting volgens Philippe Margotin et al.
- John Lennon – zang, leadgitaar
- Paul McCartney – zang, basgitaar
- George Harrison – leadgitaar
- Ringo Starr – drums
- Billy Preston - elektrische piano